# Arsenal militaire maritime d'Augusta
 (septembre 2021).
La mise en forme du texte ne suit pas les recommandations de Wikipédia : il faut le « wikifier ».
Les points d'amélioration suivants sont les cas les plus fréquents. Le détail des points à revoir est peut-être précisé sur la page de discussion.
- Les titres sont pré-formatés par le logiciel. Ils ne sont ni en capitales, ni en gras.
- Le texte ne doit pas être écrit en capitales (les noms de famille non plus), ni en gras, ni en italique, ni en « petit »…
- Le gras n'est utilisé que pour surligner le titre de l'article dans l'introduction, une seule fois.
- L'italique est rarement utilisé : mots en langue étrangère, titres d'œuvres, noms de bateaux, etc.
- Les citations ne sont pas en italique mais en corps de texte normal. Elles sont entourées par des guillemets français : « et ».
- Les listes à puces sont à éviter, des paragraphes rédigés étant largement préférés. Les tableaux sont à réserver à la présentation de données structurées (résultats, etc.).
- Les appels de note de bas de page (petits chiffres en exposant, introduits par l'outil «  Source ») sont à placer entre la fin de phrase et le point final[comme ça].
- Les liens internes (vers d'autres articles de Wikipédia) sont à choisir avec parcimonie. Créez des liens vers des articles approfondissant le sujet. Les termes génériques sans rapport avec le sujet sont à éviter, ainsi que les répétitions de liens vers un même terme.
- Les liens externes sont à placer uniquement dans une section « Liens externes », à la fin de l'article. Ces liens sont à choisir avec parcimonie suivant les règles définies. Si un lien sert de source à l'article, son insertion dans le texte est à faire par les notes de bas de page.
- La présentation des références doit suivre les conventions bibliographiques. Il est recommandé d'utiliser les modèles {{Ouvrage}}, {{Chapitre}}, {{Article}}, {{Lien web}} et/ou {{Bibliographie}}. Le mode d'édition visuel peut mettre en forme automatiquement les références.
- Insérer une infobox (cadre d'informations à droite) n'est pas obligatoire pour parachever la mise en page.

Pour une aide détaillée, merci de consulter Aide:Wikification.
Si vous pensez que ces points ont été résolus, vous pouvez retirer ce bandeau et améliorer la mise en forme d'un autre article.

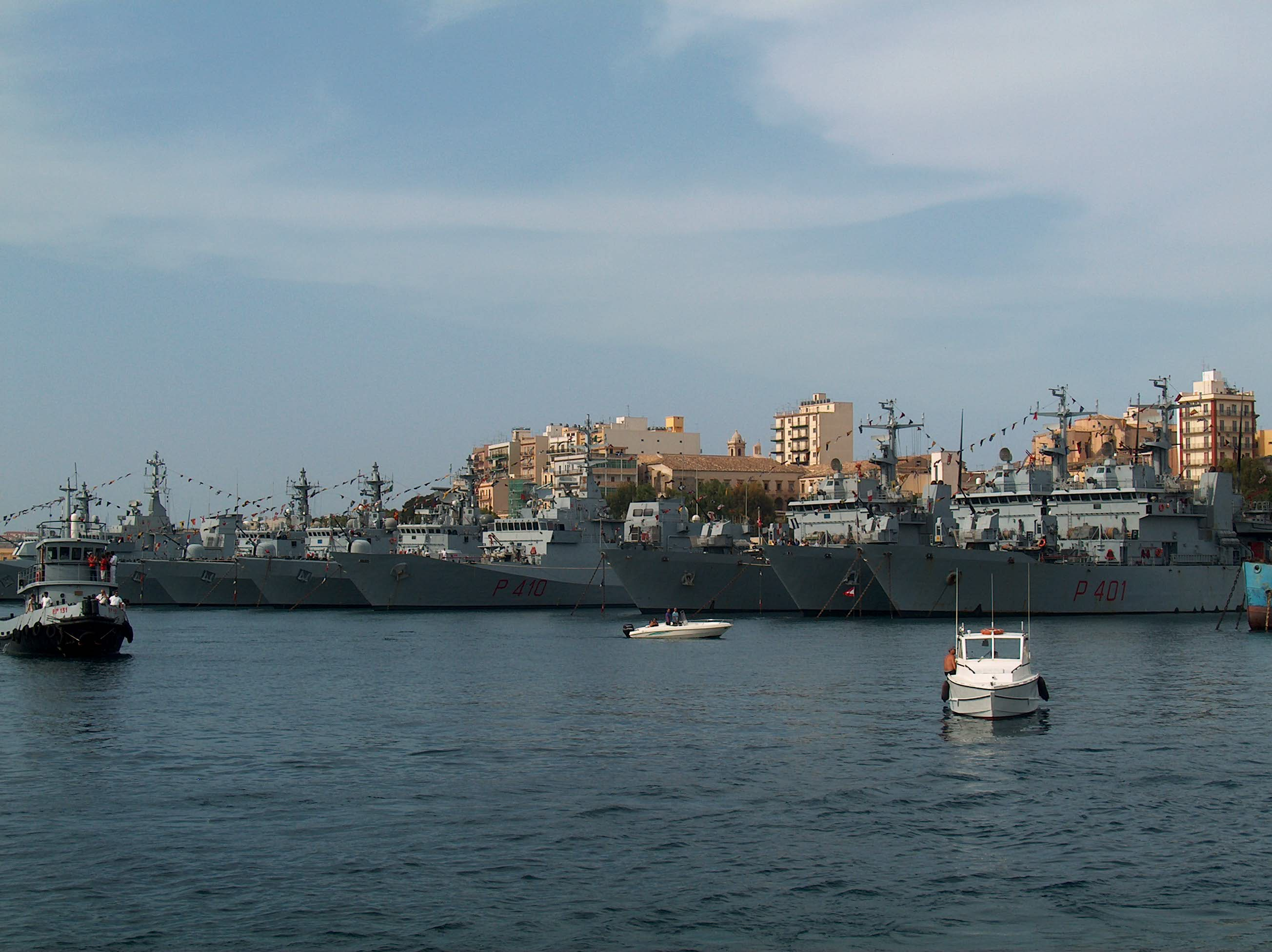
Le quai des torpilleurs d'Augusta, avec plusieurs patrouilleurs des classes Comandanti et Cassiopea I et II, et plusieurs corvettes de la classe Minerva y ont accosté ; en évidence les patrouilleurs Orione (P 410) et Cassiopea (P 401) en 200ç

L'arsenal militaire maritime d'Augusta (en italien: Arsenale militare marittimo di Augusta) est l'un des trois arsenaux de la Marina Militare (marine militaire italienne) encore en activité, avec ceux de La Spezia (Arsenale militare marittimo della Spezia (Arsenal militaire maritime de La Spezia)) et de Tarente (Arsenale militare marittimo di Taranto (Arsenal militaire maritime de Tarente)). Il est situé dans le port d'Augusta, dans le libre consortium municipal de Syracuse, en Sicile, c'est la base du COMFORPAT et du "MARISICILIA".

## Histoire de l'Arsenal
La ville d'Augusta a été construite entre 1232 et 1234 sur ordre de Frédéric II, empereur du Saint-Empire qui, ayant réalisé la position stratégique du potentiel du lieu en matière de sécurité et de défense, a décidé de construire la ville, notamment pour des raisons militaires.
Après l'unification de l'Italie, bien que Camillo Cavour ait compris la valeur stratégique du port d'Augusta, comme base possible, jusqu'à la fin du XIXe siècle, la Regia Marina a donné un rôle secondaire à ce lieu. En effet, la Regia Marina devait affronter davantage la marine française en Haute-Tyrrhénienne et la marine autrichienne en Adriatique et développer davantage les bases de La Spezia et de Tarente.
Les inconvénients d'Augusta étaient la situation, trop périphérique par rapport à la géographie nationale, et le manque d'infrastructures civiles et industrielles. Ce n'est qu'en 1896, avec l'aventure coloniale en Afrique de l'Est, qu'Augusta a été utilisée pour fournir du charbon aux unités navales.

### Première Guerre mondiale
Pendant la première guerre mondiale, afin de donner un abri aux dirigeables qui avaient pour tâche de repérer les sous-marins qui tentaient de passer par le détroit de Messine, on construisit à Augusta un hangar à dirigeables (Idroscalo di Augusta) unique au monde, un ouvrage d'ingénierie de grande valeur historique et technique. La structure en béton armé est un ouvrage d'ingénierie futuriste pour les premières années du XXe siècle, de sorte qu'en 1987, elle a été déclarée par le Département régional du patrimoine culturel comme ouvrage de grand intérêt historique et monumental et fait actuellement l'objet d'un processus visant à l'inclure parmi les biens protégés par l'Unesco. Par la suite, un hydroaéroport a été construit dans la zone située sous le hangar.
Une véritable base navale a été créée au milieu des années trente, lorsqu'on s'est rendu compte de l'importance d'Augusta en tant que place forte avancée en Méditerranée. La base a été modernisée depuis 1934 avec la construction d'installations, de quais et de casernes encore utilisés aujourd'hui et d'autres dépendances qui étaient situées près de la gare, tandis qu'en 1938 à Augusta a également été transféré du commandement de l'école de Tarente. L'importance de la base a continué à croître lorsque, à la suite de la guerre d'Éthiopie (campagne d'Abyssinie) et de la guerre civile espagnole, la Méditerranée est devenue l'un des principaux scénarios de crise.

### Seconde Guerre mondiale
Pendant la Seconde Guerre mondiale, affectée par la proximité de Malte, Augusta a servi de base aux unités de Motoscafo armato silurante (vedettes-torpileurs), le port d'hydravions étant utilisé pour la reconnaissance maritime et abritant le 83e groupe de reconnaissance maritime (83º Gruppo Ricognizione Marittima, plus tard 83º Centro C/SAR) et le 170e escadron autonome de reconnaissance maritime (170ª Squadriglia Autonoma Ricognizione Marittima) qui opérait pour le Commandement militaire maritime "Sicile" dans l'aviation auxiliaire de la marine (Aviazione ausiliaria per la Marina). Une attaque du Xe Flottiglia MAS contre La Valette a été menée en juillet 1941. A l'entrée en guerre, elle était également la base de la Flottille sous-marine (XXXIVe et XXXVIe escadrons ) et du IVe Escadron de dragueurs de mines, composé de 9 dragueurs de mines.
Le 13 mai 1943, un bombardement allié causa de graves dommages aux structures et l'invasion britannique, deux mois plus tard, entraîna l'interruption totale de toutes les activités de l'Arsenal naissant, activités qui reprirent en 1944.

### Après la guerre
Avec la fin de la guerre, Augusta a repris son rôle en raison du fait que, dans la stratégie de l'OTAN dans les nouveaux scénarios de la guerre froide, le canal de Sicile est revenu pour occuper un rôle central. La base a reçu une nouvelle impulsion non seulement de la Marina Militare mais aussi de l'OTAN et est encore aujourd'hui un point d'appui pour les unités navales de l'Alliance atlantique.
En 1951, Augusta est redevenue le siège de l'École de commandement, dont sont issues des générations de commandants de la Marina Militare après la guerre. En 1954, la base a également accueilli le Centre d'entraînement anti-sous-marin. En même temps, le hangar et le port d'hydravions ont été utilisés jusqu'au début des années 1950 par la British Overseas Airways Corporation (BOAC), une compagnie aérienne britannique pour la ligne Grande-Bretagne-Italie-Afrique du Nord.
À partir du 1er août 1956, Augusta devient la base du 1er Groupe d'hélicoptères transféré en 1959 à l'aéroport de Catane-Fontanarossa, tandis que le 1er juillet 1962 naît le MARINARSEN Augusta, qui devient le 1er juillet 1963 une section détachée du MARINARSEN Messine.
En 1967, Augusta devient la base de la 4e division navale. En 1970, l'École de commandement, le Centre d'entraînement anti-sous-marin et le commandement de la 4e division navale sont transférés à Tarente, tandis que seul le COMSQUACORV, le commandement de l'escadron de corvettes, reste à Augusta.
En juillet 1971, le GRUPSOM 2, le deuxième groupe de sous-marins formé par les sous-marins de la Classe Enrico Toti, les premières unités sous-marines construites en Italie après la Seconde Guerre mondiale, a été transféré de La Spezia à Augusta.
L'Arsenal est devenu autonome le 24 juin 1987 après avoir été classé "Ente" le 1er juillet 1984, tandis qu'en 1983 l'École de commandement était retournée à Augusta.
Par décret du ministère de la défense du 20 janvier 1998, les trois arsenaux d'Augusta, de Tarente et de La Spezia ont été classés comme "Entités dépendantes de l'inspection du soutien naval de la marine".
De même, le "MARISICILIA", le commandement militaire maritime de la Sicile, a été transféré de Messine à Augusta à partir du 1er novembre 2002.
Au sein du commandement de l'escadron naval, Augusta est le siège et la base des opérations de COMFORPAT, le "Commandement des forces de patrouille pour la surveillance et la défense côtière" dont la devise est "In vigilat docendo". COMFORPAT comprend le COMSQUACORV, qui comprend les corvettes de la classe Minerva, le COMSQUAPAT1, qui comprend les unités de la classe Cassiopée, et le COMSQUAPAT2, qui comprend les unités des classes Costellazioni II et Comandanti.
Augusta est également la base des unités départementales de "MARISICILIA".

## Note
1. ↑  La délégation de l'UNESCO visite le hangar de dirigeables d'Augusta

## Source
- (it) Cet article est partiellement ou en totalité issu de l’article de Wikipédia en italien intitulé « Arsenale militare marittimo di Augusta » (voir la liste des auteurs).